# Metal Gear Solid Delta: Snake Eater
Metal Gear Solid Delta: Snake Eater (estilizado METAL GEAR SOLID Δ: SNAKE EATER) será un remake del videojuego de 2004 desarrollado por Konami Entertainment, Metal Gear Solid 3: Snake Eater. Se reveló durante el PlayStation Showcase de 2023. La primera vez que se realizaron filtraciones del remake del videojuego fue en 2021, cuando VGC reportó rumores de que Konami estaba realizando una nueva versión del videojuego , además Konami confirmó que el remake sería en calidad 1:1, que no se harían cambios exceptuando los gráficos, parecido a lo que hizo Bluepoint Games con Shadow Of The Colossus. El videojuego contará con las voces del título original. Asimismo, tanto Hideo Kojima como Yoji Shinkawa, y los artistas del juego original no están involucrados en el desarrollo. Luego de unos meses, en un evento de Xbox se mostro un metraje nuevo, mostrandonos que el gameplay se asemejara a la que tiene Metal Gear Solid V: The Phantom Pain, y a la vez, nos mostró cómo está siendo dirigido, en términos de arte y fidelidad en los gráficos.